# Hondo (série télévisée)
Pour les articles homonymes, voir Hondo (homonymie).
Hondo est une série télévisée américaine en 17 épisodes de 60 minutes, créée d'après le film Hondo, l'homme du désert de John Farrow et diffusée entre le 8 septembre 1967 et le 29 décembre 1967 sur le réseau ABC.
En France, la série a été diffusée à partir du 5 juin 1970 sur la première chaîne de l'ORTF. Elle a été rediffusée à partir d'octobre 1973 dans l'émission de Guy Lux : La Une est à vous,.
Le personnage est créé par le romancier Louis L'Amour en 1953.

## Synopsis
Hondo est un ancien officier de la cavalerie confédérée, engagé comme éclaireur dans la cavalerie des États-Unis après la guerre civile. Refusant de se défaire de son chapeau de confédéré - qui provoque bien des bagarres - il est affecté dans un fort en territoire Apache, en raison de sa connaissance de ce peuple et des affinités qui le lie au chef Victorio. Hondo fut marié à sa fille, qui sera tuée au cours d'un massacre perpétré par les troupes de l'armée des États-Unis. Réputé pour son entêtement et son mauvais caractère, Hondo est accompagné de son chien Sam, (que jamais il ne nourrit, Sam doit chasser pour survivre). Il a pour ami l'éclaireur Buffalo et a pris sous sa protection un jeune garçon et sa mère veuve, qui vit au fort. Hondo essaie de prévenir les conflits entre l'armée et les Indiens. Il lutte aussi contre les accapareurs de terres et autres hors-la-loi.

## Distribution
- Ralph Taeger (en) (VF : Jacques Thébault) : Hondo Lane
- Noah Beery Jr. (VF : Henry Djanik) : Buffalo Baker
- Gary Clarke (en) (VF : Philippe Ogouz) : Capitaine Richards
- Kathie Browne (VF : Régine Blaess) : Angie Dow
- Buddy Foster (en) : Johnny Dow
- Michael Pate (VF : Georges Atlas) : Chef Vittorio
- William Bryant (en) (VF : Jean-Claude Michel) : Colonel Crook
- et Sam le chien de Hondo

## Épisodes
1. Hondo et le serre d'aigle ou Hondo et la terre de l'aigle (Hondo and the Eagle Claw)
2. Hondo et les cris de guerre (Hondo and the War Cry)
3. Le fil qui chante (Hondo and the Singing Wire)
4. La montagne de la superstition (Hondo and the Superstition Massacre)
5. Hondo et le sauvage (Hondo and the Savage)
6. Hondo et le petit Apache (Hondo and the Apache Kid) Inédit en France
7. Une guerre manquée (Hondo and the War Hawks)
8. Hondo et le chien enragé (Hondo and the Mad Dog)
9. Hondo et le Judas (Hondo and the Judas)
10. Hondo et les Comanchéros (Hondo and the Comancheros) Inédit en France
11. Hondo et La ville morte (Hondo and the Sudden Town)
12. Le fantôme de Ed Dow (Hondo and the Ghost of Ed Dow) Inédit en France
13. Le troupeau de la mort (Hondo and the Death Drive)
14. Hondo et le faux coupable (ou) La ville des pendus (Hondo and the Hanging Town)
15. Le traité de paix (Hondo and the Gladiators)
16. Le sentier Apache (Hondo and the Apache Trail) Inédit en France
17. Un chapeau de 100 dollars (Hondo and the Rebel Hat)